# 岩田義道
岩田 義道（いわた よしみち、1898年（明治31年）4月1日 - 1932年（昭和7年）11月3日）は、日本の労働運動家、社会運動家、政治活動家。戦前期の非合法政党時代の日本共産党幹部であった。愛知県葉栗郡北方村（現・一宮市）出身。

## 生涯
松山高等学校を卒業。京都帝国大学経済学部に入学し、河上肇に師事する。だが在学中に京都学連事件に連座して逮捕され、禁錮10か月の判決を受けたため中退した。産業労働調査所で活動し、1927年（昭和2年）には日本共産党（第二次共産党）に入党する。「非常時共産党」時代には党中央委員に選出され、宣伝煽動部（アジプロ）、農民部で部長を務めたほか、活版印刷による『赤旗』の発行を指導した。
岩田は摘発から逃れるため成城学園の某教授宅に匿われていたが1932年（昭和7年）10月30日、神田区今川小路をニッカボッカ姿（当時のゴルフウェア）で出歩いていたところを特別高等警察により逮捕された。その4日後、警察署内で獄死した。岩田の遺体は姉に引き取られた後、東京帝国大学で解剖に付されたが死因は肺結核、脚気と飢餓状態にあったことからの心臓衰弱と断定された。ただし米原昶『特高警察黒書』128頁によると実際には拷問による虐殺であり、「岩田義道の解剖記録は、何者かによって湮滅されてしまっている。虐殺の下手人である特高警察でなくて、誰が解剖記録を湮滅する必要があるだろうか」という。同年12月4日、本所公会堂で岩田の労農葬が行われたが集まった約200人は警視庁により総検挙された。プロレタリア作家の松田解子が虐殺に抗議する詩「デスマスクに添えて」を書き、『大衆の友』に投稿し33年1月号に掲載された。
1936年（昭和11年）7月にコム・アカデミー事件が発生、学者らの組織であったコム・アカデミーは岩田が生前に野呂栄太郎と指導、組織化したものとされた。

## 家族
- 岩田の死後、娘の雎鳩（みさご）は野坂参三の養女となった。